# Trachurus murphyi
Espèce
Statut de conservation UICN

 DD  : Données insuffisantes
Le Chinchard du Chili (Trachurus murphyi) est une espèce de poissons osseux de la famille des Carangidae.

## Répartition

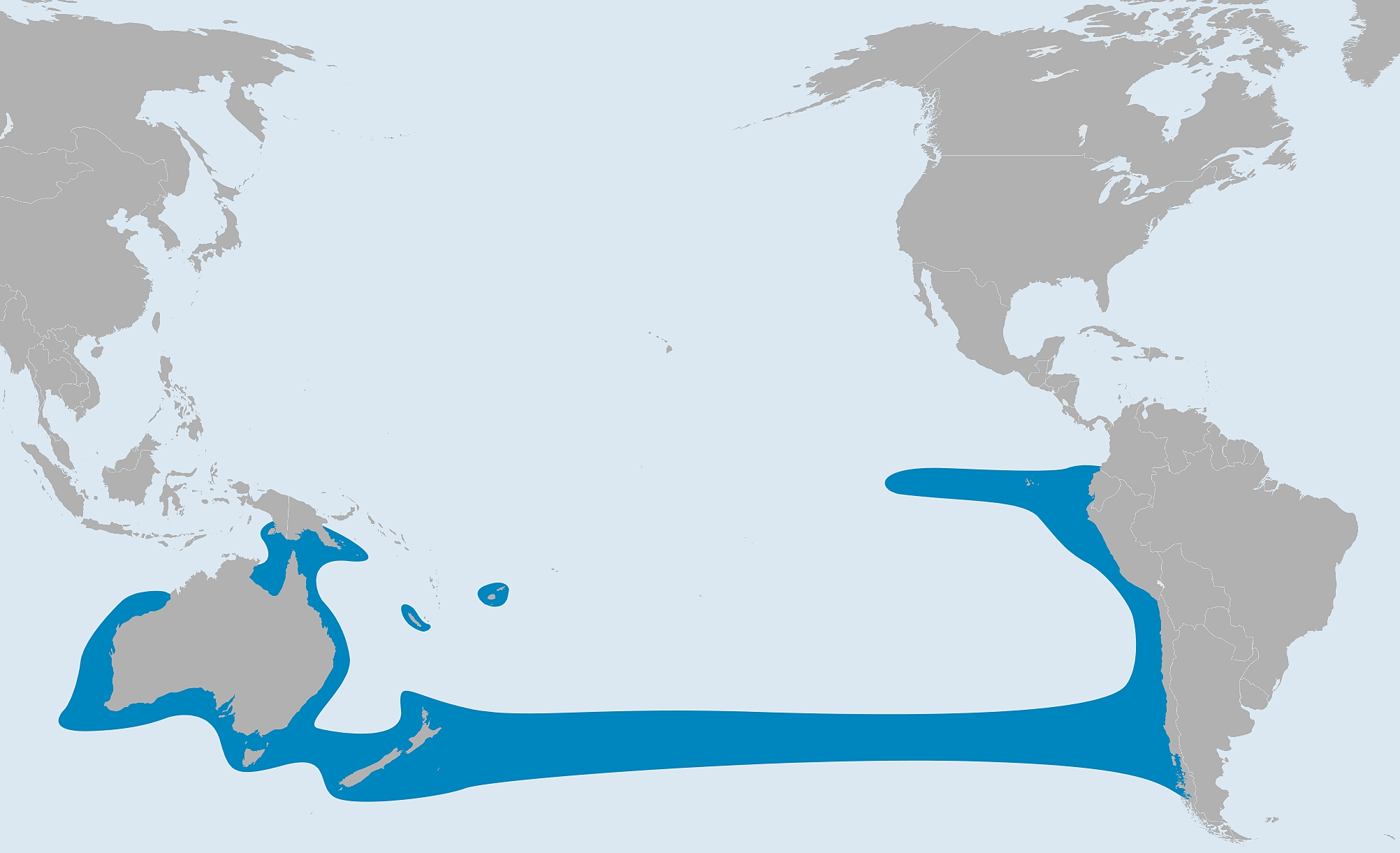
Aire de répartition

Cette espèce se rencontre essentiellement dans le sud-est du Pacifique, le long des côtes du Pérou et du Chili (en automne et hiver) et parfois observé en Équateur.

On le rencontre aussi dans le sud-ouest du Pacifique au large de la Nouvelle-Zélande et dans le sud-ouest de l'Atlantique au large de l'Argentine.
Sa dynamique de population et son aire de présence peuvent être modifiées par le phénomène El Niño.

## Caractéristiques
Sa longueur commune est d'environ 45 cm. Certains spécimens mesurent jusqu'à 70 cm.

L'âge maximal rapporté (mesuré grâce aux otolithes) est de 16 ans.

## Habitat
C'est un poisson pélagique qui vit entre 10 et 306 mètres de profondeur (le plus souvent 10–70 m).

## Comportement
Ce poisson très grégaire peut former de grands bancs très denses, ce qui le rend très vulnérable à la pêche aux grands chaluts pélagiques. Il effectue des migrations nord-sud et des migrations verticales dans la colonne d'eau, probablement pour suivre les mouvements du macroplancton dont il se nourrit, lui-même guidé par les migrations verticales nycthémérales du micronecton.

## Compléments